# Marienhöhe (Bergisch Gladbach)
Marienhöhe ist ein Ortsteil im Stadtteil Stadtmitte von Bergisch Gladbach.

## Geschichte
Der Name Marienhöhe ist aus der alten Gewannenbezeichnung Auf der Marienhöhe hervorgegangen, die in der Mitte des 18. Jahrhunderts als Mergen Höhe erwähnt wurde. Im Urkataster wird die Siedlung im Bereich der heutigen Straße Marienhöhe verzeichnet. Neben dem Flurstück bezeichnet der Name Marienhöhe ein für das Jahr 1820 urkundlich nachgewiesenes Einzelhaus Auf der Marienhöhe an gleicher Stelle.